# Campionati mondiali di ginnastica moderna 1963
I primi Campionati mondiali di ginnastica moderna si sono svolti a Budapest, in Ungheria, dal 7 all'8 dicembre 1963.

## Podi
| Evento              | Oro                | Perform. | Argento            | Perform. | Bronzo            | Perform. |
| Individuale         |                    |          |                    |          |                   |          |
| Libero              | Ljudmila Savinkova | 9,633    | Tat'jana Kravčenko | 9,600    | Ėl'vira Averkovič | 9,433    |
| Libero con attrezzo | Ljudmila Savinkova | 9,600    | Tat'jana Kravčenko | 9,566    | Julija Trašlieva  | 9,533    |
| Concorso completo   | Ljudmila Savinkova | 19,233   | Tat'jana Kravčenko | 19,166   | Julija Trašlieva  | 18,933   |

## Medagliere
| Posizione | Paese            | Oro | Argento | Bronzo | Totale |
| --------- | ---------------- | --- | ------- | ------ | ------ |
| 1         | Unione Sovietica | 3   | 3       | 1      | 7      |
| 2         | Bulgaria         | 0   | 0       | 2      | 2      |
| Totale    | Totale           | 3   | 3       | 3      | 9      |